# Дейнозухи
Дейнозухите (Deinosuchus) са един от най-големите родове крокодили, живели някога на Земята. За мъжките екземпляри е известно, че са достигали на дължина до 10,6 m. Хранели са се с динозаври. Живеели са край Тексас преди 75 млн. години, край сладководни езера с пясъчна ивица недалеч от морето. Рядко са нападали на сушата, освен ако са нямали малки. Ловували са във водата, като най-често са нападали в сладководните води. Криейки се на дъното, когато динозаврите започвали да пият вода, крокодилът засичал вибрациите, изплувал към динозавъра, хващал го и го завличал към водата. Ловували са също и в морето, но по-рядко. Когато летящи динозаври ловували и хващали риба, дейнозухът изскачал и ги хващал.